# The Woman in Red (album)
The Woman in Red is het tweede soundtrackalbum van Stevie Wonder. Het bevat muziek voor de door Gene Wilder geregisseerde romantische komedie The Woman in Red en werd op 28 augustus 1984 door Motown uitgebracht. Hij werkte voor enkele liedjes samen met Dionne Warwick. Zij scoorden een jaar later met Elton John en Gladys Knight een Amerikaanse nummer één-hit met "That's What Friends Are For".
Op het album staat de nummer één-hit "I Just Called to Say I Love You", die Wonder tevens een Golden Globe en een Academy Award voor Beste Originele Nummer opleverde. Ook de liedjes "Love Light in Flight" en "Don't Drive Drunk" werden als singles uitgebracht. Wonder bereikte met The Woman in Red in januari 1985 de vierde plaats in de Billboard 200 en de eerste plaats in de Amerikaanse hitlijst voor rhythm-and-blues. In Zweden en Noorwegen bereikte hij de eerste plaats in de albumhitlijsten. In Zwitserland, Oostenrijk, Nederland en het Verenigd Koninkrijk piekte The Woman in Red op de tweede plaats.

## Nummers
Het instrumentale liedje "It's More than You" werd door Ben Bridges geschreven, de rest door Wonder zelf.
1. "The Woman in Red" - 4:39
2. "It's You" - 4:55
3. "It's More than You" - 3:15
4. "I Just Called to Say I Love You" - 6:16
5. "Love Light in Flight" - 6:54
6. "Moments Aren't Moments" - 4:32
7. "Weakness" - 4:13
8. "Don't Drive Drunk" - 6:33

## Musici
"The Woman in Red"
- Abdoulaye Soumare - achtergrondzang
- Bradley Buxer - achtergrondzang
- Bruce Connole - achtergrondzang
- Dennis Morrison - achtergrondzang
- James Allen - achtergrondzang
- Larry Gittens - achtergrondzang
- Timothy Hardaway - achtergrondzang
- Stevie Wonder - synthesizer, drums, zang

"It's You"
- Dionne Warwick - zang
- Stevie Wonder - piano, synthesizer, mondharmonica, elektrische piano (Kurzweil K250)
- Nathan Watts - basgitaar
- James Allen - drums

"It's More than You"
- Ben Bridges - gitaar
- Stevie Wonder - synthesizer
- Nathan Watts - basgitaar
- Isaiah Sanders - piano, synthesizer, drums

"I Just Called to Say I Love You"
- Stevie Wonder - synthesizer, talkbox, drums, orgel (Yamaha Fx20), zang

"Love Light in Flight"
- Antoinette Wood - achtergrondzang
- Finis Henderson III - achtergrondzang
- Gene VanBuren - achtergrondzang
- Judy Cheeks - achtergrondzang
- Lynn Davis - achtergrondzang
- Portia Griffin - achtergrondzang
- Susaye Greene - achtergrondzang
- Windy Barnes - achtergrondzang
- Stevie Wonder - synthesizer, drums, zang

"Moments Aren't Moments"
- Dionne Warwick - zang
- Stevie Wonder - synthesizer, drums, elektrische piano (Kurzweil 250)
- Larry Gittens - trompet

"Weakness"
- Dionne Warwick - zang
- Stevie Wonder - zang, piano, synthesizer
- Nathan Watts - basgitaar
- Isaiah Sanders - synthesizer
- Bob Malach - saxofoon
- James Allen - drums
- Alex Brown - achtergrondzang
- Lynn Davis - achtergrondzang
- Susaye Greene - achtergrondzang
- Windy Barnes - achtergrondzang

"Don't Drive Drunk"
- Alex Brown - achtergrondzang
- Lynn Davis - achtergrondzang
- Susaye Greene - achtergrondzang
- Windy Barnes - achtergrondzang
- Stevie Wonder - synthesizer, drums, zang